# Сјаолан
Сјаолан (Xǐaolǎn) град је у Кини у покрајини Гуангдонг. Према процени из 2009. у граду је живело 205.361 становника.

## Становништво
Према процени, у граду је 2009. живело 205.361 становника.
| 1990.   | 2000. | 2009    |
| ------- | ----- | ------- |
| 120.326 | …     | 205.361 |